# ダンス☆バンバン
ダンス☆バンバン（Dance☆Bang Bang）は、ダンス☆マンとナンバラ☆バンバンの二人による日本のダンスミュージックユニット。

## 人物

### ダンス☆マン（Dance☆Man）
TBS系『東京熱帯生バトル祭！』で総合グランプリを獲得し、1998年3月18日、Carl Carlton「SHE`S A BAD MAMA JAMA」の日本語カバー「背の高いヤツはジャマ」でエイベックスよりデビュー。その後、彼のディスコ・サウンドは注目され、モーニング娘。の大ヒット曲「LOVEマシーン」他、数多くのアレンジを担当。「第42回日本レコード大賞」では編曲賞を受賞。

### ナンバラ☆バンバン（Nanbara☆BangBang）
普段は「南原清隆」としてバラエティ番組の司会、役者、舞台の演出や、またお笑いコンビ「ウッチャンナンチャン」として活動している。
しかし、"ヒカリモノ"を見たり食べたり、あるいは大好きなダンスミュージックを聴いて興奮したりすると、バンバン星人『ナンバラ☆バンバン』になってしまう。そして今はまだそれを上手くコントロールできない状況にある。

## 来歴
1999年11月18日 この日リリースされたダンス☆マンの「ダンス部部長南原」（アース・ウィンド・アンド・ファイアー（EW&F）「Boogie Wonderland」の空耳カバー曲）が、ダンス☆マンとナンバラ☆バンバン（南原清隆）との出会いのきっかけとなる。
2001年4月18日、南原清隆が隊長を務める「はっぱ隊」のデビューシングル「YATTA!」の作曲・編曲をダンス☆マンが担当。
同曲はオリコンチャート初登場6位を記録。同年6月6日には完全版ビデオクリップ他収録のビデオもリリース。その後YouTubeから世界中に火が付き、各国の「はっぱ隊」が動画をUP。知名度は世界的となる。このとき南原清隆は、アメリカのテレビ局ABCに呼ばれ番組に出演している。
2009年10月10〜12日 南原清隆を中心とする社交ダンス好きの芸能人とプロダンサーのユニット「Dancing☆Stars」による芝居とダンスを融合させた第1回公演「Wedding Dancing Happening～踊れないヤツが犯人だ！～」（東京プリンスホテルで上演）の音楽をダンス☆マンが担当。
2018年9月24日、ダンス☆マンデビュー20周年記念ライブ「DANCE☆MAN 20th Anniversary〜有難う地球人！Skyear Disco Galaxynight Again〜」に南原清隆がゲスト出演。
2023年11月2日、ダンス☆マンデビュー25周年記念ライブ「Dance☆Man25th anniversary liveミャオーン！Call&Res10%増量！10%かーい！」に南原清隆がゲスト出演。
この時に「ナンバラ バンバンバン2」を初披露。そして南原清隆がバンバン星人であることをカミングアウト。
2024年5月14日、ユニバーサルミュージックからデビューを発表し、5月30日に「ナンバラバンバンバンII」をリリースすることも合わせて発表。
2024年5月30日、ユニバーサルミュージックから「ナンバラバンバンバンII」をリリース。
2024年6月14日 デビュー後初めてのライブ「デビュー曲”ナンバラバンバンバンII”出来ちゃいました。1曲しかないけどやっちゃえBang!」にて初パフォーマンス。